# Cardiocondyla nuda
Cardiocondyla nuda är en myrart som först beskrevs av Mayr 1866.  Cardiocondyla nuda ingår i släktet Cardiocondyla och familjen myror.

## Underarter
Arten delas in i följande underarter:
- C. n. fajumensis
- C. n. nuda
- C. n. sculptinodis
- C. n. shuckardoides
- C. n. strigifrons

## Bildgalleri

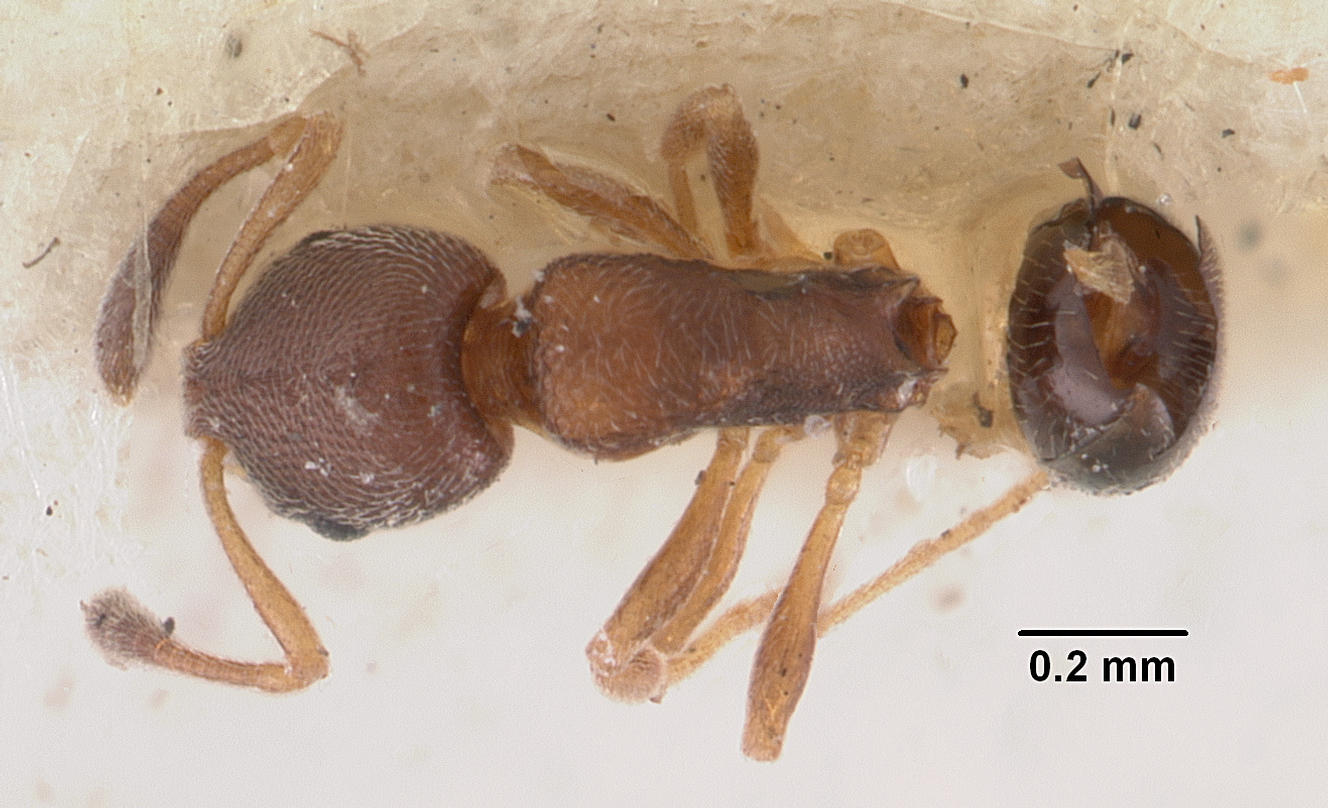
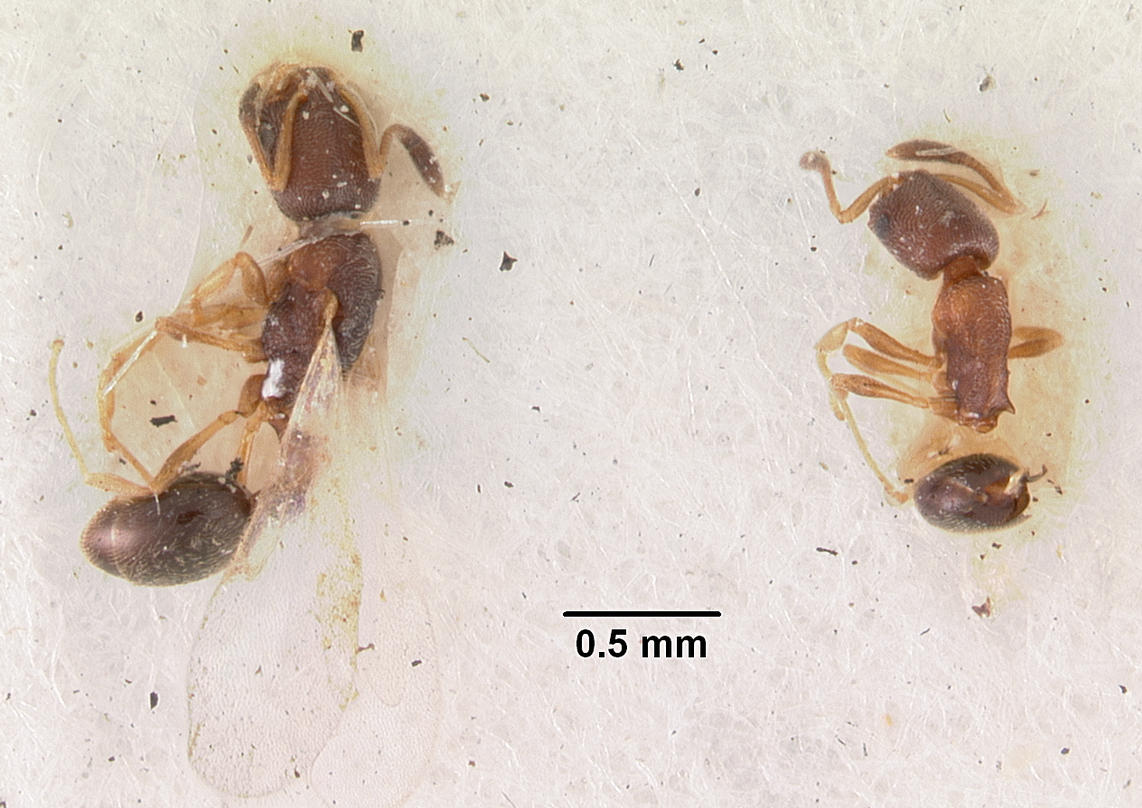
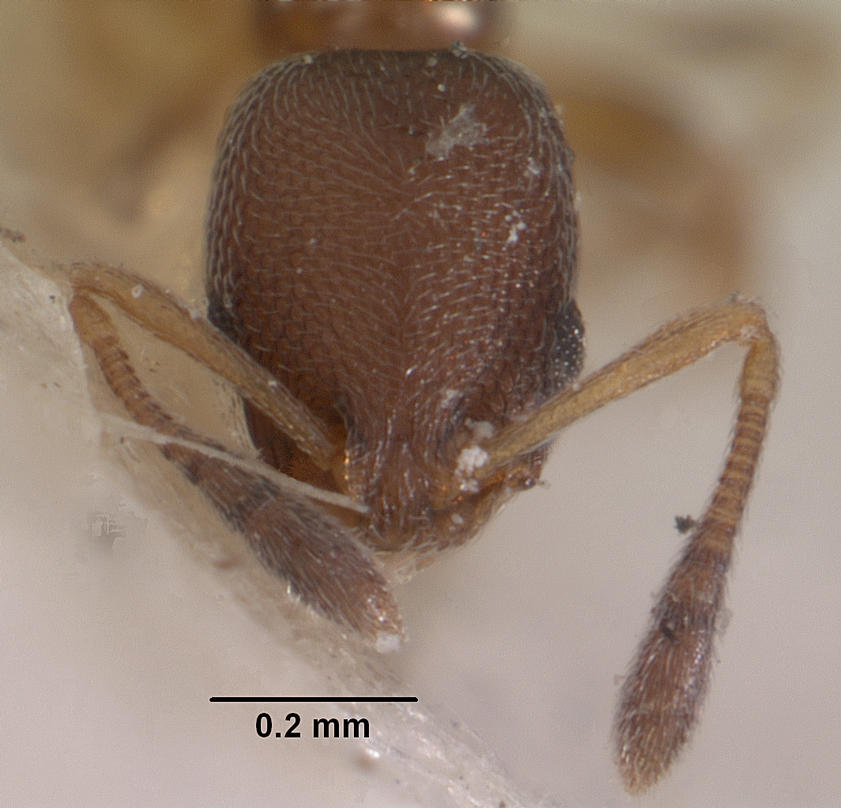
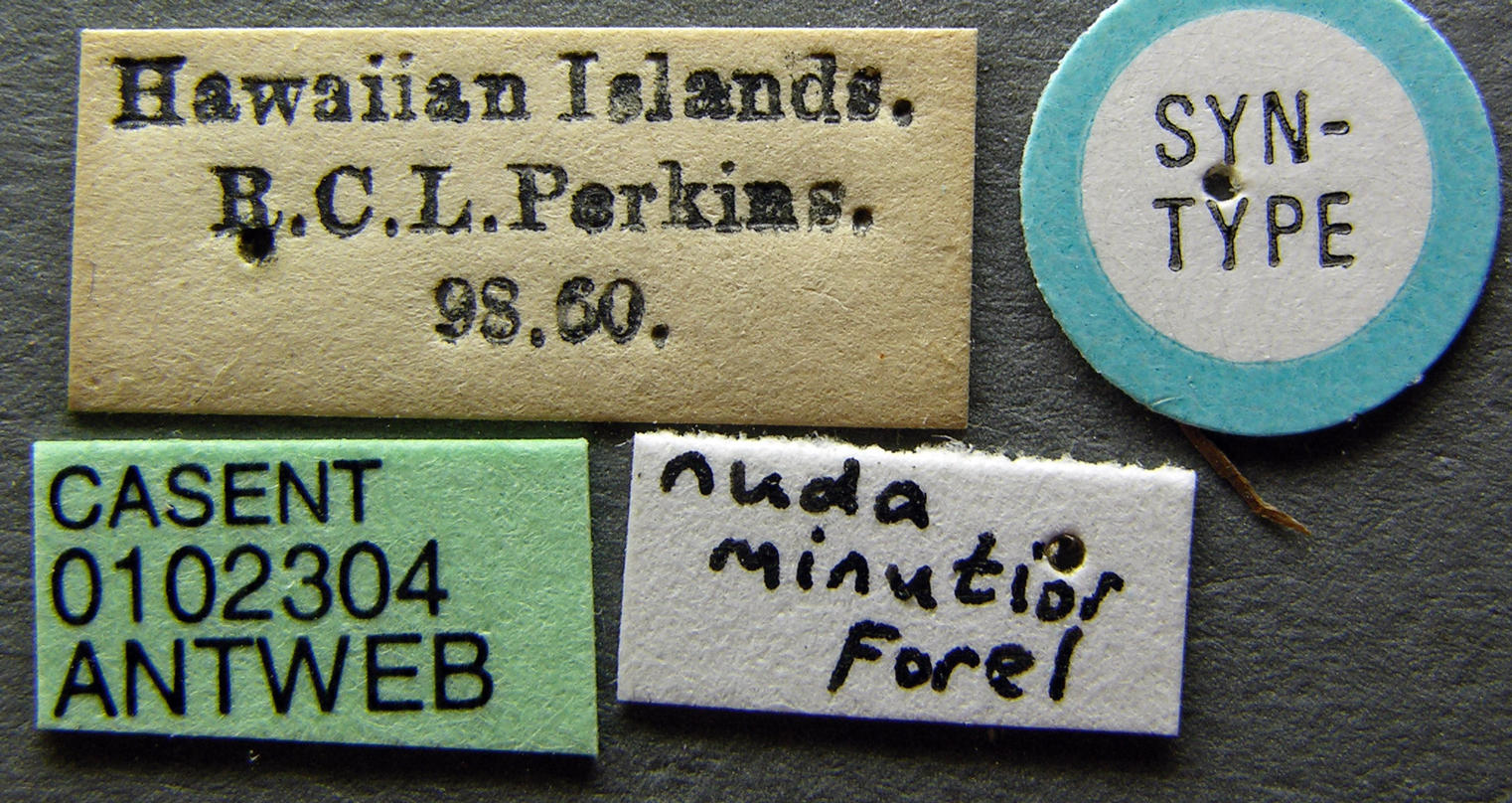
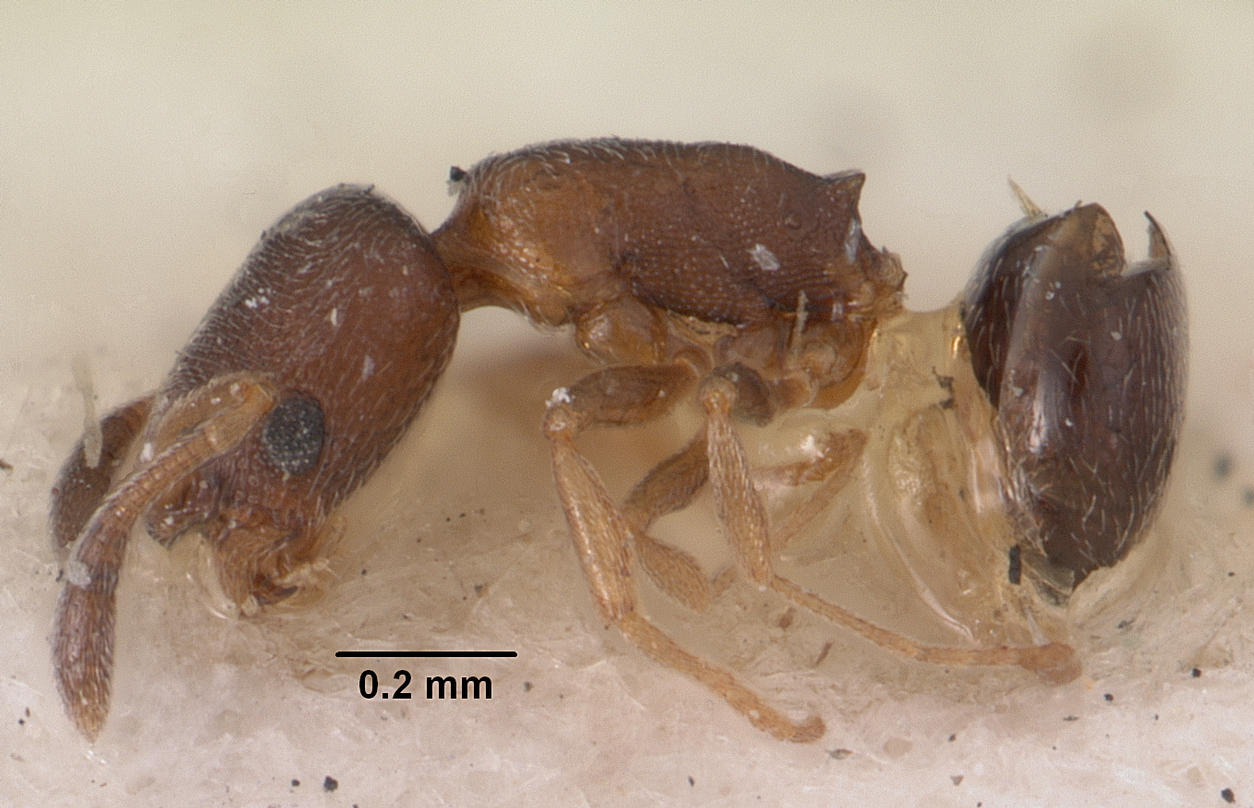
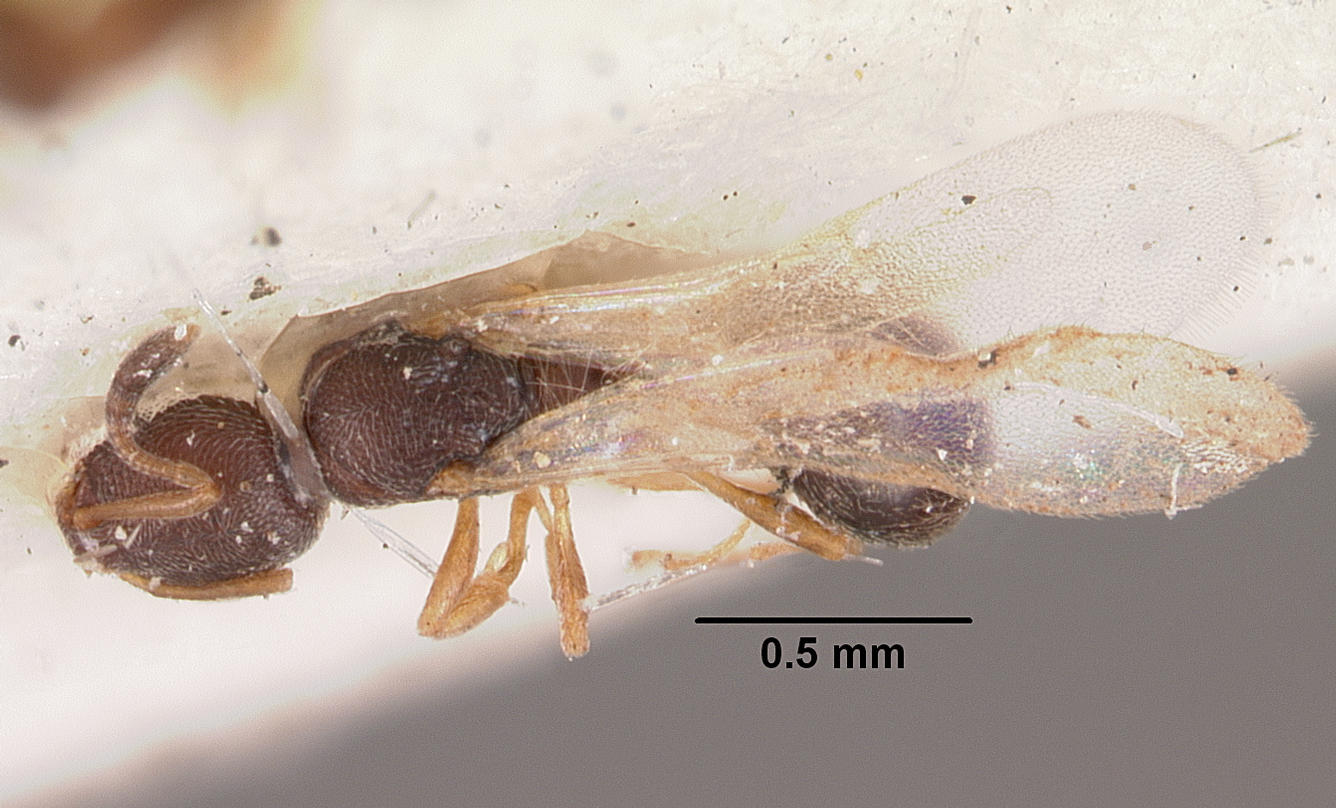